# 耻辱墙

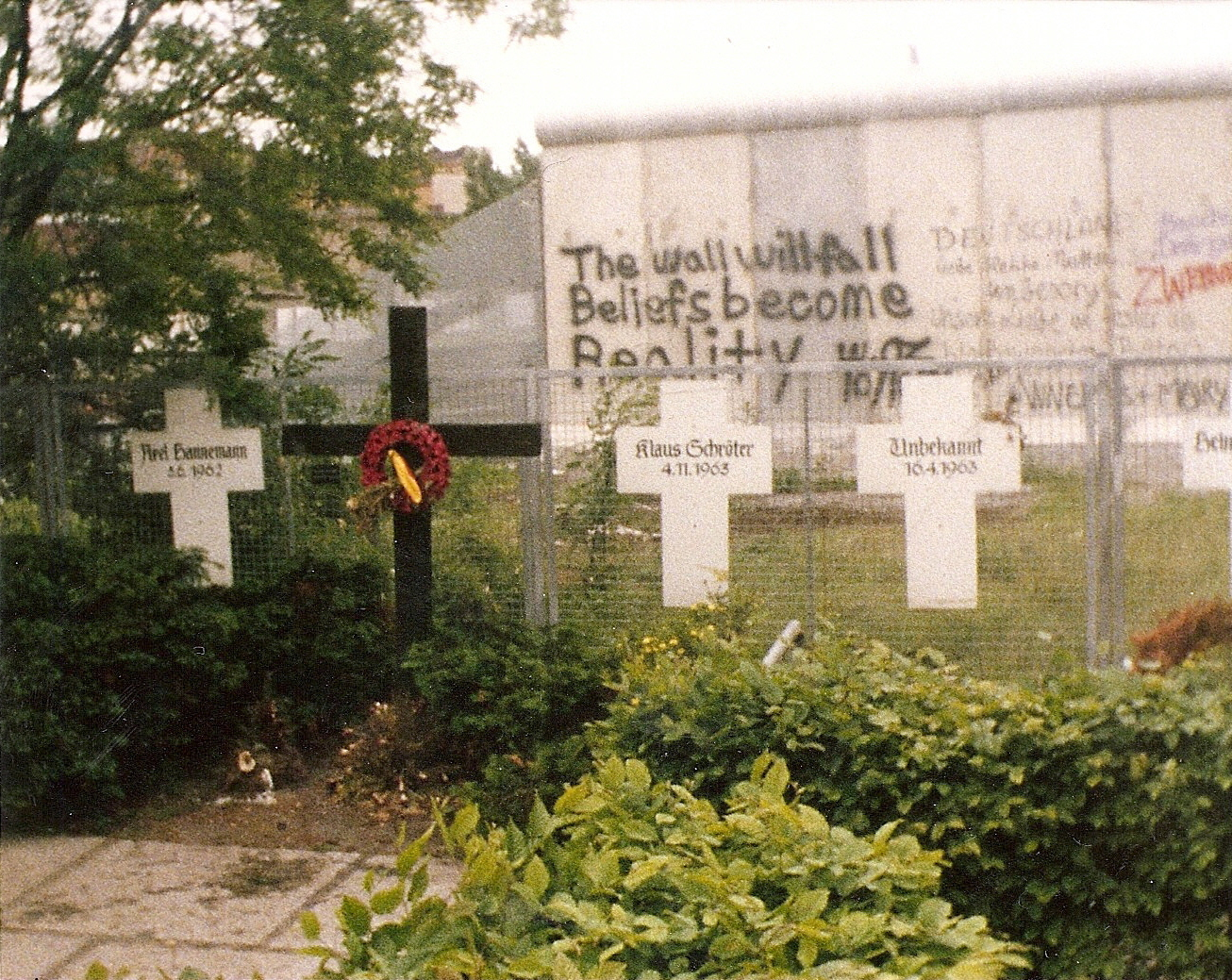
1980年代从西柏林端看到的柏林墙，此处设有纪念受害者的墓碑

耻辱墙（德語：Schandmauer）是最常与柏林墙相关联的短语。该词于维利·勃兰特创造，并被西柏林政府使用，二十世纪六十年代后流行于英语世界。受勃兰特引用柏林墙的启发，该术语在后世被更广泛地使用。
例如，“耻辱墙”一词可以应用于事物（包括用于存在争议的分隔用物理障碍（如柏林墙和美国边界墙，形式例如墙与栅栏）、实际或虚拟公告板出于羞辱的目的挂出名称或图像，甚至刊出在印刷品上（例如以人名或公司名命名一段文字墙来羞辱前二者或用于记录他们的逸事）。
此外，“耻辱墙”可能是建造“耻辱殿堂”的重要组成部分，尽管在多数情况下将“耻辱墙”视为纪念碑（即没有竖立的墙作为任何“耻辱殿堂”的一部分）。在二十一世纪，“耻辱墙”一词被用于指代美墨边界围栏、埃加边界围栏和以色列西岸围栏。

## 日本文化中的耻辱墙
该词最早源于一段日语短语翻译，一说是鲁思·本尼迪克特在其著作《菊与刀》(1948年）中和其他讨论日本荣辱文化的人类学家所用。

## 柏林墙

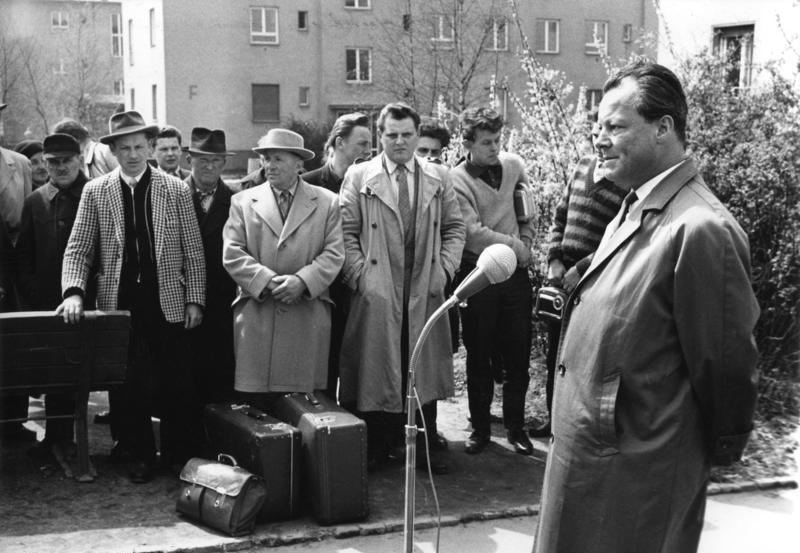
维利·勃兰特在提到柏林墙时创造了“耻辱墙”一词。

这个词被西柏林政府用来指代封锁西柏林并将其与东柏林和民主德国分裂的柏林墙。 1961年，东德政府将柏林墙定名“反法西斯防衛牆”，作为德国国内边界的一部分；然而许多柏林人称柏林墙为“耻辱墙”（德語：Schandmauer）。
耻辱墙一词由市长威利勃兰特创造。1962年《时代杂志》出版的封面故事中将“耻辱墙”一词带到了德国境外，时任美国总统约翰·肯尼迪在1963年1月14日向美国国会发表的国情咨文使用本词。通常，街道与墙壁相交的点上会出现涂鸦（内容多为“被耻辱墙阻挡的道路”）。
柏林墙在二十世纪末至二十一世纪初的许多演说和文章中被称为“耻辱墙”，例如：
- 学术文章《民主的发明》，由葡萄牙前总理及前总统马里奥·苏亚雷斯（任期至1986年至1996止）撰写[9]
- 2000年6月27日，时任法国总统雅克·希拉克在德国联邦议院发表的“我们的欧洲”演讲[10]
- 意大利总理兼欧盟委员会前主席罗马诺·普罗迪2002 年的演讲[11][12]

## 其他用法
- 1998 年，联合国妇女发展基金于联合国总部组织了一次图片展，将重点放在妇女困境和苦难的“耻辱墙”与展示结束对妇女暴力行为的倡议的“希望墙”进行对比[13]。
- 约克大学的M. 拉查斯在一篇学术论文提及魁北克“耻辱墙”[14]。
- 秘鲁“耻辱墙”，利马城外一堵十英尺高的墙，将圣胡安德米拉弗洛雷斯和聖地亞哥德蘇爾科區分离[15]。
- 2016 年在黎巴嫩艾因赫勒韦营地周围的隔离墙，旨在将生活在当地的巴勒斯坦人与与本地人分离[16]。
- 埃加边境围栏[3]
- 以色列西岸围栏[4]
- 美墨边界围栏[2]
- 2020年2月，艾哈迈达巴德市府在贫民区附近的道路沿线砌墙。《印度时报》认为此举是为防止美国前总统唐纳德·特朗普在造访此地时看见贫民窟，特朗普在同月24日到访此地后举行路演[17]。尽管当局否认了该猜测，但社交媒体上对纳伦德拉·莫迪政府的强烈批评中将围墙称为“印度耻辱墙”。